# Goodenia elaiosoma
Goodenia elaiosoma är en tvåhjärtbladig växtart som beskrevs av Cowie. Goodenia elaiosoma ingår i släktet Goodenia och familjen Goodeniaceae. Inga underarter finns listade i Catalogue of Life.